# The O'Neill
The O'Neill è un cortometraggio muto del 1912 diretto da Sidney Olcott.

## Produzione
Il film fu prodotto dalla Kalem Company.

## Distribuzione
Distribuito dalla General Film Company, il film - un cortometraggio di una bobina - uscì nelle sale cinematografiche statunitensi il 12 gennaio 1912; il 25 febbraio 1912, a Londra; il 5 aprile 1912, a Parigi. Ne venne fatta una riedizione che uscì il 16 maggio 1916 con il titolo The Irish Rebel.